# Người đào mỏ
Người đào mỏ là từ lóng để chỉ một người tham gia vào một loại quan hệ đôi lứa vì mưu cầu tiền/giàu hoặc lợi ích chứ không phải vì tình yêu. Khi mối quan hệ kiểu này thành trở thành một cuộc hôn nhân thì có thể gọi đó là hôn nhân giả tạo. Xã hội trước đây thường sử dụng từ "đào mỏ" cho phụ nữ, nhưng ngày nay còn có thể dùng cho cả nam giới.
Trong mối quan hệ của người đào mỏ, cái "mỏ" chính là người có tiềm lực tài chính hoặc của cải cao hơn, và người đào mỏ sẽ tìm cách bòn rút ("đào") nó một cách tinh vi mà không có ý muốn để đối phương phát hiện hoặc phải đáp đền cho đối phương. Nó khác với mối quan hệ trao đổi ở chỗ trong kiểu quan hệ trao đổi, hai bên đồng thuận bằng hợp đồng hoặc ngầm đồng thuận rằng, một bên chu cấp tiền hoặc tài sản cho phía đối tác để được nhận lại từ họ những lợi ích về quan hệ thể xác, giải trí hoặc danh tiếng.
Người đào mỏ cũng có thể trở thành "mỏ" cho một người khác "đào" trong một mối quan hệ tay ba. Khi đó, họ bòn rút tiền của từ người này để chu cấp cho một người khác, vốn dĩ họ đang bị lợi dụng mà không hề hay biết.